# MFG Filmförderung

Das Logo von MFG Filmförderung

Die MFG Filmförderung ist ein Geschäftsbereich der 1995 gegründeten Medien- und Filmgesellschaft Baden-Württemberg mbH. Gesellschafter der MFG sind das Land Baden-Württemberg und der Südwestrundfunk SWR. 1999 wurde eine zusätzliche Kooperation mit dem Zweiten Deutschen Fernsehen und arte vereinbart. Die MFG Filmförderung verfügt über ein Jahresbudget von rund 15 Millionen Euro.

## Aufgaben und Ziele
Mit ihrem Bereich Filmförderung treibt die MFG Baden-Württemberg den weiteren Ausbau des Südweststaates als Filmstandort voran. Ihre Gesellschafter sind das Land Baden-Württemberg und der Südwestrundfunk,  seit 1999 gibt es eine Kooperation mit ZDF/Arte. Mit einem jährlichen Gesamtbudget von rund 15 Millionen Euro unterstützt die MFG Kino- und TV-Produktionen sowie die Drehbuchentwicklung und die Distribution von Spiel-, Dokumentar und Animationsfilmen. Zudem trägt sie mit zahlreichen Infrastrukturmaßnahmen zum Erhalt der lebendigen Vielfalt der hiesigen Kinolandschaft bei.
Die MFG Baden-Württemberg setzt im Rahmen ihrer mehrgleisigen Förderpolitik insbesondere auf den Animationssektor und die VFX-Branche: Mit der Line-Producer-Förderung unterstützt sie Produktionen, die hierzulande animiert werden oder einen hohen Anteil von virtuellem Dreh oder digitaler Bildbearbeitung besitzen. So positioniert sich der Südwesten als Top-Standort in Deutschland für VFX und Animation, wozu auch das von der MFG initiierte Animation Media Cluster Region Stuttgart (AMCRS) einen wesentlichen Beitrag leistet.
Ein weiterer, langjähriger Schwerpunkt ist die Nachwuchsförderung. Die Programme „Junger Dokumentarfilm“ und »Fifty-Fifty« richten sich ebenso an junge Talente wie die von der MFG ausgelobten Auszeichnungen Lotte Reiniger Förderpreis und MFG-Star.
Seit 2013 vergibt die MFG jährlich den Siegfried-Kracauer-Preis in Zusammenarbeit mit dem Verband der deutschen Filmkritik (VdFk) für den besten Filmkritik im deutschsprachigen Raum und seit 2024 einen Preis für die beste innovative Form der Filmkritik.
Mit diversen Aktivitäten will die MFG für ökologische und soziale Nachhaltigkeit sensibilisieren – mit Praxistipps, einem Online-Dienstleisterverzeichnis, Workshops und finanzieller Förderung von »Green Consultants« am Set. In Förderanträgen muss jetzt erklärt werden, ob bei der Filmherstellung tarifvertragliche oder entsprechende soziale Standards berücksichtigt werden.